# Jaderná elektrárna Kaminoseki
Jaderná elektrárna Kaminoseki (japonsky 上関原子力発電所, Kaminoseki genširjoku hacudenšo) je plánovaná jaderná elektrárna v Japonsku. Bude se nacházet poblíž města Kaminoseki v okrese Kumage v prefektuře Jamaguči. Plánování a veškeré práce na místě byly zastaveny v říjnu 2012 po havárii elektrárny Fukušima Dajiči v roce 2011, ale od roku 2016 probíhají přípravné práce na obnovení projektu. Reaktory elektrárny budou používat k chlazení vodu z Vnitřního moře. Elektrárnu bude vlastnit a provozovat společnost Chugoku Electric Power Company.

## Historie a technické informace

### Počátky
Plány na jadernou elektrárnu Kaminoseki poprvé představila společnost Chugoku Electric Power Company v roce 1982. Tehdy ale plánování narazilo na odpor místních obyvatel, a tak byl projekt usnesením z roku 1983, které bylo proti elektrárně, zdržen.
O šestnáct let později, v roce 1999, Chugoku Electric předložila zprávu o hodnocení životního prostředí Agency of Natural Resources and Energy. O rok později, v roce 2000, agentura požádala o dodatečné posouzení. V roce 2008 provozovatel získal veřejné povolení k rekultivaci vody a předložil povolení k výstavbě jednoho z reaktorů. V roce 2010 požádala Nuclear and Industrial Safety agency o další geologický průzkum. Mezi lety 2009 a 2011, ještě před jadernou havárií ve Fukušimě, čelily rekultivační a průzkumné práce společnosti silnému odporu.

### Havárie elektrárny Fukušima Dajiči
Všechny práce na budoucí stavbě v Kaminoseki byly zastaveny po havárii ve Fukušimě. Původně se očekávalo, že výstavba prvního bloku bude zahájena v červnu 2012 a druhého bloku v roce 2018. V říjnu 2012 požádala společnost Chugoku Electric Power Company o prodloužení veřejného povolení na rekultivaci vody schváleného v roce 2008. Vláda prefektury Jamaguči tuto žádost schválila v srpnu 2016, čímž prodloužila schopnost společnosti získat místo zpět do července 2019. Později se plánované datum stavby z července 2019 posunulo na leden 2023. Výstavba však dosud (únor 2025) nebyla zahájena. V dubnu 2024 byly zahájeny průzkumné vrty za účelem možné výstavby meziskladu vyhořelého jaderného paliva vyrobeného z jaderných elektráren.
Elektrárna bude disponovat dvěma varnými reaktory japonské konstrukce, ABWR. Ty by měly být dodány společností Mitsubishi Heavy Industries. Každý z bloků bude disponovat hrubým elektrickým výkonem 1373 MW a čistým 1325 MW.

## Informace o reaktorech
| Reaktor      | Typ reaktoru | Výkon   | Výkon   | Zahájení výstavby | Připojení k síti | Uvedení do provozu | Uzavření |
| Reaktor      | Typ reaktoru | Čistý   | Hrubý   | Zahájení výstavby | Připojení k síti | Uvedení do provozu | Uzavření |
| ------------ | ------------ | ------- | ------- | ----------------- | ---------------- | ------------------ | -------- |
| Kaminoseki-1 | ABWR         | 1325 MW | 1373 MW | plánováno         | plánováno        | plánováno          |          |
| Kaminoseki-2 | ABWR         | 1325 MW | 1373 MW | plánováno         | plánováno        | plánováno          |          |